# Daniella Alonso
Daniella Alonso (New York, 22 september 1978) is een Amerikaans actrice. Ze speelde onder meer wederkerende rollen in de televisieseries One Tree Hill, Friday Night Lights en Revolution. Haar film- en acteerdebuut was in Academy Boyz in 1997.
Alonso begon haar publieke leven als model voor de Ford Agency. Naast vaste rollen in series en films, speelde ze eenmalige gastrollen in onder meer Law & Order, Without a Trace, Knight Rider en in zowel CSI: Miami (2007), CSI: NY (2006), als CSI: Crime Scene Investigation (2009), Saving Grace (2007), Stargate Atlantis (2008), Without a Trace (2008), Knight Rider (2009), Medium (2009), In Plain Sight (20110), Private Practice, Castle (2014), Lethal Weapon (2017) en MacGyver (2017).

## Filmografie
*Exclusief televisiefilms
- Anderson Falls (2020)
- Maybe I'm Fine (2018)
- Lawless Range (2016)
- Re-Kill (2015)
- Paul Blart: Mall Cop 2 (2015)
- The Mulberry Tree (2010)
- Love 10 to 1 (2009)
- The Collector (2009)
- A Poor Kid's Guide to Success (2008)
- Wrong Turn 2: Dead End (2007)
- The Hills Have Eyes 2 (2007)
- Hood of Horror (2006)
- All You've Got (2006)
- The Last Romantic (2006)
- Rhythm of the Saints (2003)
- Black Knight (2001)
- Academy Boyz (1997)

## Televisieseries
*Exclusief eenmalige gastrollen
- Dynasty - Cristal Carrington (2019-2022)
- The Fix - Effy Collier (2019, vijf afleveringen)
- The Resident - Zoey Barnett (2018-2019, vijf afleveringen)
- Criminal Minds - Lisa Douglas (2018, drie afleveringen)
- Animal Kingdom - Catherine (2016, tien afleveringen)
- Being Mary Jane - Marisol Esparza (2015, zes afleveringen)
- The Night Shift - Landry De La Cruz (2014, acht afleveringen)
- Revolution - Nora Clayton (2012-2014, twintig afleveringen)
- Covert Affairs - Therapeute (2012, twee afleveringen)
- Rizzoli & Isles - Riley Cooper (2012, twee afleveringen)
- My Generation - Brenda Serrano (2010, acht afleveringen)
- Friday Night Lights - Carlotta Alonso (2007-2008, tien afleveringen)
- One Tree Hill - Anna Taggaro (2004-2005, elf afleveringen)

- Library of Congress Control Number: n2007091374
- Virtual International Authority File: 43759999
- WorldCat: E39PBJpYyjYDTtxVJQqGxJXjmd